# Albert II. Belgijski
Albert II., kralj Belgije (6. lipnja 1934.), kralj Belgije od 1993. do 2013. godine. Ustavni monarh.
Mlađi je sin kralja Leopolda III. (1901. – 1983.) i njegove prve žene, princeze Astrid od Švedske (1905. – 1935.) Njegovi kumovi su bili princ Felix od Luksembuga i baka po ocu, kraljica Elizabeta od Belgije. Poslan je u švicarsku privatnu školu na pred-fakultetsko obrazovanje. Naslijedio je brata Baudoina 9. kolovoza 1993. godine. Oženio se 2. srpnja 1959., za princezu Paolu. On i kraljica imaju troje djece i trinaestero unučadi. Prema nekim tvrdnjama, kralj ima i nezakonitu kćer - Delphine Boël (1968).
Početkom srpnja 2013. kralj Albert II. je abdicirao u korist svog sina princa Filipa. Abdikacija je stupila na snagu na belgijski nacionalni praznik 21. srpnja.